# Rod Piazza
Rod Piazza (18 de diciembre de 1947, Riverside, California) es un cantante y armonicista estadounidense. Hasta 1980 líder de la banda The Mighty Flyers, formada junto a su esposa, la pianista Honey Piazza. Su música es una mezcla de diferentes estilos; jump blues, West Coast blues y Chicago blues.

## Biografía
Piazza creció en el Sur de California, donde estudió grabaciones de blues y perfeccionó su técnica con la armónica. Originalmente comenzó tocando la guitarra, que aprendió a tocar con siete u ocho años.
A mediados de los años 60, Piazza formó su primera banda, The House of DBS, que más tarde cambió su nombre por The Dirty Blues Band. La banda firmó un contrato con el sello BluesWay y publicó dos álbumes en 1967 y 1968. El grupo se separó en 1968, y Piazza formó Bacon Fat mismo año. El ídolo y mentor de Piazza, George "Harmonica" Smith entró en la banda, formando un dúo de armónicas. Bacon Fat publicaron dos álbumes en los siguientes dos años. Piazza abandonó el grupo y estuvo trabajando para otras formaciones hasta que en 1974 inició su carrera en solitario.

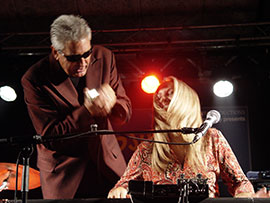
Rod y Honey Piazza.
Photo Hreinn Gudlaugsson

En 1975 formó su propia banda, Mighty Flyers, que publicó su primer álbum en 1980. Piazza comenzó a actuar y grabar bajo el nombre de Rod Piazza and the Mighty Flyers Blues Quartet. Piazza ha grabado veinticuatro álbumes desde 1967 a 2009, incluido el DVD del concierto Big Blues Party en 2005 (grabado en la cervecería Sierra Nevada Brewing Company de Chico, California). Además, ha colaborado en la grabación de otros veintiún álbumes como artista invitado.
Piazza ha actuado tanto en clubes de blues como en festivales internacionales en países como Estados Unidos, Canadá, Reino Unido, Alemania, Japón y España.

## Discografía
- 1967 The Dirty Blues Band: The Dirty Blues Band (ABC-Bluesway)
- 1969 The Dirty Blues Band: Stone Dirt (ABC-Bluesway)
- 1970 Bacon Fat: Grease One For Me (Blue Horizon)
- 1971 Bacon Fat: Tough Dude (Blue Horizon)
- 1973 Rod Piazza: Blues Man (LMI)
- 1979 The Chicago Flying Saucer Band: The Chicago Flying Saucer Band Featuring Rod Piazza (Gánster)
- 1981 Radioactive Material (Right Hemisphere)
- 1982 Robot Woman II (Shanghai)
- 1984 File Under Rock (Takoma)
- 1985 From The Start To The Finnish (Right Hemisphere)
- 1986 Harpburn (Murray Brothers; Rod Piazza solo álbum)
- 1988 Undercover (Special Delivery)
- 1988 So Glad To Have The Blues (Murray Brothers; Rod Piazza solo album)
- 1991 Blues In The Dark (Black Top)
- 1992 Alphabet Blues (Black Top)
- 1994 Live At B.B. King's Blues Club (Big Mo)
- 1997 Tough And Tender (Tone-Cool)
- 1998 Vintage Live: 1975 (Tone-Cool)
- 1999 Here And Now (Tone-Cool)
- 2001 Beyond The Source (Tone-Cool)
- 2004 Keepin' It Real (Blind Pig)
- 2005 For The Chosen Who (Delta Groove) [CD+DVD]
- 2007 Thrillville (Delta Groove)
- 2009 Soul Monster (Delta Groove)
- 2011 Almighty Dollar (Delta Groove)
- 2014 Emergency Situation (Blind Pig)[6]

### Principales colaboraciones
- 1969 Live At Small's Paradise (Blue Moon)
- 1970 How Blue Can We Get? (Blue Horizon)
- 1992 The Essential Collection (Hightone)
- 1997 California Blues (Black Top)
- 1998 Blues Joint (Easydisc/Rounder)
- 2003 The Story of Tone-Cool, vol. 1 (Tone-Cool) [2CD]
- 2003 Modern Master: The Best of Rod Piazza 1968-2003 (Tone-Cool) [2CD]
- 2008 His Instrumentals (Piazza Publishing)